# Таійо Теністе
Таійо Теністе (ест. Taijo Teniste, нар. 31 січня 1988, Тарту) — естонський футболіст, півзахисник естонського клубу «Таммека» і національної збірної Естонії.
Чотириразовий чемпіон Естонії. Дворазовий володар Кубка Естонії. Володар Суперкубка Естонії. 

## Клубна кар'єра
У дорослому футболі дебютував 2004 року виступами за команду «Тарту СК 10» з рідного міста, продемонструвавши високу результативність на рівні четвертого естонського четвертого дивізіону.
Вже наступного року перспективного гравця запросив до себе вищоліговий клуб «Левадія». Поступово став гравцем основного складу і загалом за сім років провів 148 матчів у національній першості. За цей час чотири рази виборював титул чемпіона Естонії, ставав володарем Кубка Естонії (двічі), володарем Суперкубка Естонії.
У серпні 2011 року уклав контракт з норвезьким «Согндалом», у складі якого провів наступні шість років своєї кар'єри гравця.  Граючи у складі «Согндала» здебільшого виходив на поле в основному складі команди.
До складу «Бранна» приєднався 2018 року. Станом на 25 грудня 2019 року відіграв за команду з Бергена 49 матчів в національному чемпіонаті.

## Виступи за збірні
2004 року дебютував у складі юнацької збірної Естонії (U-17), загалом на юнацькому рівні взяв участь у 16 іграх.
Протягом 2005–2010 років залучався до складу молодіжної збірної Естонії. На молодіжному рівні зіграв у 16 офіційних матчах.
2007 року дебютував в офіційних матчах у складі національної збірної Естонії.

## Статистика виступів

### Статистика клубних виступів
Станом на 14 серпня 2017
| Сезон               | Клуб                | Чемпіонат           | Чемпіонат | Чемпіонат | Національний кубок | Національний кубок | Національний кубок | Континентальні кубки | Континентальні кубки | Континентальні кубки | Суперкубки | Суперкубки | Суперкубки | Усього | Усього |
| Сезон               | Клуб                | Ліга                | Ігор      | Голів     | Ліга               | Ігор               | Голів              | Ліга                 | Ігор                 | Голів                | Ліга       | Ігор       | Голів      | Ігор   | Голів  |
| ------------------- | ------------------- | ------------------- | --------- | --------- | ------------------ | ------------------ | ------------------ | -------------------- | -------------------- | -------------------- | ---------- | ---------- | ---------- | ------ | ------ |
| 2004                | «Тарту СК 10»       | 4Л                  | 17        | 16        | КЕ                 | ?                  | ?                  | -                    | -                    | -                    | -          | -          | -          | 17+    | 16+    |
| 2005                | «Левадія»           | МЛ                  | 12        | 2         | КЕ                 | ?                  | ?                  | ЛЧ                   | 1                    | 0                    | СК         | ?          | ?          | 13+    | 2+     |
| 2006                | «Левадія»           | МЛ                  | 6         | 0         | КЕ                 | ?                  | ?                  | КУЄФА                | ?                    | ?                    | -          | -          | -          | 6+     | 0+     |
| 2007                | «Левадія»           | МЛ                  | 19        | 1         | КЕ                 | ?                  | ?                  | ЛЧ                   | 2                    | 0                    | СК         | ?          | ?          | 21+    | 1+     |
| 2008                | «Левадія»           | МЛ                  | 31        | 2         | КЕ                 | ?                  | ?                  | ЛЧ                   | 2                    | 0                    | СК         | ?          | ?          | 33+    | 2+     |
| 2009                | «Левадія»           | МЛ                  | 24        | 3         | КЕ                 | ?                  | ?                  | ЛЧ+ЛЄ                | 4+2                  | 0                    | СК         | ?          | ?          | ?      | 3+     |
| 2010                | «Левадія»           | МЛ                  | 33        | 1         | КЕ                 | ?                  | ?                  | ЛЧ                   | 2                    | 0                    | СК         | 1          | 0          | 36+    | 1+     |
| січ.-серп. 2011     | «Левадія»           | МЛ                  | 23        | 4         | КЕ                 | ?                  | ?                  | ЛЄ                   | 2                    | 0                    | СК         | 1          | 0          | 26+    | 4+     |
| Усього за «Левадію» | Усього за «Левадію» | Усього за «Левадію» | 148       | 13        |                    | ?                  | ?                  |                      | 15+                  | 0+                   |            | 2+         | 0+         | 165+   | 13+    |
| серп.-груд. 2011    | «Согндал»           | ТЛ                  | 7         | 0         | КН                 | -                  | -                  | -                    | -                    | -                    | -          | -          | -          | 7      | 0      |
| 2012                | «Согндал»           | ТЛ                  | 24        | 0         | КН                 | 1                  | 0                  | -                    | -                    | -                    | -          | -          | -          | 25     | 0      |
| 2013                | «Согндал»           | ТЛ                  | 30        | 0         | КН                 | 1                  | 0                  | -                    | -                    | -                    | -          | -          | -          | 31     | 0      |
| 2014                | «Согндал»           | ТЛ                  | 25        | 0         | КН                 | 2                  | 0                  | -                    | -                    | -                    | -          | -          | -          | 27     | 0      |
| 2015                | «Согндал»           | 1Д                  | 25        | 0         | КН                 | 2                  | 0                  | -                    | -                    | -                    | -          | -          | -          | 27     | 0      |
| 2016                | «Согндал»           | ТЛ                  | 27        | 0         | КН                 | 3                  | 0                  | -                    | -                    | -                    | -          | -          | -          | 28     | 0      |
| 2017                | «Согндал»           | ЕС                  | 26+2      | 1+0       | КН                 | 2                  | 0                  | -                    | -                    | -                    | -          | -          | -          | 28     | 1      |
| Усього за «Согндал» | Усього за «Согндал» | Усього за «Согндал» | 164+2     | 1+0       |                    | 11                 | 0                  |                      | -                    | -                    |            | -          | -          | 177    | 1      |
| 2018                | «Бранн»             | ЕС                  | 0         | 0         | КН                 | 0                  | 0                  | -                    | -                    | -                    | -          | -          | -          | 0      | 0      |
| Усього за кар'єру   | Усього за кар'єру   | Усього за кар'єру   | 329+2     | 30+0      |                    | 11+                | 0+                 |                      | 15+                  | 0+                   |            | 2+         | 0+         | 359+   | 30+    |

## Титули і досягнення
- Чемпіон Естонії (4):

«Левадія»: 2006, 2007, 2008, 2009
- Володар Кубка Естонії (2):

«Левадія»: 2006-2007, 2009-2010
- Володар Суперкубка Естонії (1):

«Левадія»: 2010